# 亚历山大·温彻尔
亚历山大·温彻尔（Alexander Winchell，1824年12月31日—1891年2月19日）是美国地质学家、教育家和科普作家。 他发表过关于进化论的观点，在同时代人中引起了争议；这些观点中包含有种族主义思想，在今天引起了更多的讨论。

## 生平

### 教育
温彻尔于1847年毕业于康涅狄格州米德尔敦的卫斯理安大学。

### 早期事业
大学毕业后，温彻尔先后在新泽西州的彭宁顿男子神学院（Pennington Male Seminary）、纽约州的阿美尼亚神学院（Amenia Seminary）以及阿拉巴马州纽伯恩的一所学院任教，还在阿拉巴马州的尤托创立了美索不达米亚女子神学院（Mesopotamia Female Seminary）并任教。1853年，他成为阿拉巴马州塞尔玛共济会大学的校长。 1865年，他入选了美国哲学学会。

### 密歇根大学
1854 年，温彻尔进入密歇根大学并担任物理学和土木工程教授。后来，他成为了密歇根大学的地质学和古生物学教授。1859 年，温彻尔被任命为密歇根州的首席地质学家，负责主持该州的第二次地质调查工作。1863年，该州没有为此项目进行后续拨款，因此调查中止。地质调查项目于1869年恢复，而温彻尔则于当年4月再次被任命为这项工作的负责人。在1871年，由于和上级意见相左，他辞去了这个工作，但直到1872年，他仍然留在密歇根大学。 

### 棉花种植
1863年，温彻尔在密西西比州维克斯堡附近租赁了一座棉花种植园。那时候，洛伦佐·托马斯（Lorenzo Thomas）将军制定了一个计划，将密西西比河沿岸的种植园租赁给来自北方且效忠于联邦政府的人士，并让他们按照军队规定的条件雇用黑人自由劳工。温彻尔创建了安娜堡棉花公司（Ann Arbor Cotton Company），并将股份卖给了密歇根大学的校长。随后，他被获准从大学休假，以从事棉花种植。洛伦佐·托马斯将军为黑人劳工规定的工资很低（男性每月 7 美元，女性每月 5 美元，还要减去医疗和服装费用）。即便如此，许多种植园的承租人还要继续榨取黑人劳工的财产。1863-64年的冬天，美国财政部要求大幅提高密西西比河谷地区黑人劳工的工资，并考虑将种植园直接出租给黑人劳工。对此，温彻尔曾抱怨说，财政部的这项规定“完全是为了黑人的利益，而忽视了白人的道德意识和爱国热情”。 温彻尔的这次棉花创业没有给他带来任何收益，反而让他惹上了麻烦。1864 年，在温彻尔回到密歇根后，他的兄弟马丁在管理种植园时被游击队杀害。 

### 雪城大学
1872年，温彻尔被任命为雪城大学的校长。1873 年的经济萧条让他的个人财富蒙受了损失，同时也影响了雪城大学的财政。因为财务上的困难，他在1874年从雪城大学辞职。

### 职业生涯晚期和争议
1875年，温彻尔到范德比尔特大学担任地质学和动物学教授。 1878年，他发表了《亚当派和预言派：或者，一场流行的讨论》（Adamites and Preadamites: or, A Popular Discussion）一书。他在书中所表达的关于进化论的观点不被大学管理层所接受，因为这些观点与《圣经》的观点不符。而在今天，他在这本书中所提到的 "黑人的劣根性"则备受批判。 他被迫在 1878 年从范德比尔特大学辞职。然后，他回到密歇根大学，担任地质学和古生物学教授。  在地质学方面，他的教学、科普讲座和科普作品比他的研究工作更加出彩。他非常关注科学与宗教的协调问题， 是神导进化论的倡导者。 
有一种白鲑鱼 Hybopsis winchelli ( 吉拉德, 1856）是以他的名字命名的。

## 作品
- 创世草图(1870)
- 进化论(1874)
- 星辰地质学 （页面存档备份，存于）(1874)
- 科学与宗教的协调（1877 年）
- 亚当派和预言派 (1878)
- 世界与生命，或比较地质学(1883)
- 预言派：亚当之前人类存在的证明（1888 年）
- 地质锤发出的火花
- 地质游览
- 地质研究
- 黑人劣根性的证明[11]